# Дискографія Анатолія Солов'яненка

## Дискографія
| №  | Рік видання | Виробник, матричний номер диску | Назва диску                                                                | Зміст диску |
| -- | ----------- | ------------------------------- | -------------------------------------------------------------------------- | --- |
| 01 | 1965        | SP 1008 А/В                     | Підмосковні вечори                                                         | Сторона 1 A1 Serate A Mosca (А.Солов'яненко, М.Кондратюк, В.Атлантов, Я.Забер) A2 Guardo Il Cielo (А.Солов'яненко) Сторона 2 В O Sole Mio (А.Солов'яненко) Російською, італійською мовами Запис наживо 24.04.1964 |
| 02 | 1970        | Мелодія, Д 000 27929-30         | А.Солов'яненко — Українські пісні                                          | Сторона 1 A1 Ой, Ти Дівчино, З Горіха Зерня A2 Чорнії Брови, Карії Очі Сторона 2 В Стоїть Гора Високая Оркестр народних інструментів Всесоюзного радіо, диригент В.Федосєєв |
| 03 | 1970        | Мелодія, CM 02607-8             | Анатолій Солов'яненко. Арії з опер Доніцетті, Верді                        | Сторона 1 Г. ДОНІЦЕТТІ А1 Романс Неморіно з опери «Любовний напій» 2д А2 Арія Едгара з опери «Лючія ди Ламмермур» 2д А3 каватина Фернандо з опери «Фаворитка» 1д А4 каватина Фернандо з опери «Фаворитка» 4д Сторона 2 Дж. ВЕРДІ В1 Стретта Манріко, арія Манріко з опери «Трубадур» 3д В2 Романс Радамеса з опери «Аїда» 3д В3 Балада Герцога 1д В4 Сцена і арія Герцога 2д В5 Пісенька Герцога з опери «Ріголетто» 3д Італійською мовою. Оркестр Большого театру СРСР, диригенти: Б. Хайкін, М. Ермлер |
| 04 | 1976        | Мелодія, С10 06701-2            | Анатолій Солов'яненко. Пісні та романси Глінки, Степового, Лисенка         | Сторона 1 Михайло Глінка А1 Не щебечи, соловейко А2 Гуде вітер вельми в полі А3 До Моллі А4 Стій, мій вірний, буйний кінь А5 Фантазія А6 Пам'ять серця А7 Переможець А8 Як солодко мені з тобою бути Сторона 2 Яків Степовий В1 Розвійтеся з вітром В2 Три Шляхи Микола Лисенко В3 Ти не моя В4 Нічого, Нічого В5 Безмежнеє поле В6 Сонце низенько Українською та російською мовами. Запис 1974 Фортепіано: Марк Равін. |
| 05 | 1977        | Мелодія, C10 08971-2            | Анатолій Солов'яненко. Арії та італійські пісні                            | Сторона 1 A1 О, милий мій A2 Романс Ліонеля A3 Скажіть, дівчата A4 Закоханий солдат A5 Пистрасть A6 О, Марі Сторона 2 B1 О, не забудь Мене B2 Катарі B3 Болеро B4 Муки кохання B5 Світанок B6 Не світиться віконце Італійською мовою Камерний оркестр Київського державного театру опери та балету ім. Т. Шевченка, диригент Захарій Кожарський Запис 1975 р. |
| 06 | 1977        | Мелодія, С30 08795-96           | Анатолій Солов'яненко співає українські пісні                              | Сторона 1 1. Дивлюсь я на небо (обр. В. Заремби — М. Петеренка) 2. Сонце низенько (обр. М. Лисенка — І. Котляревського) 3. Як я поорав — (обр. Г. Майбороди) 4. Там, де Ятрань круто в'ється (обр. Г. Майбороди) 5. Задзвонили дзвони (обр. М. Гриценка) 6. Вечір надворі (обр. К. Скорохода) 7. На горі діброва (обр. М. Гриценка) Сторона 2 1. Чорнії брови, карії очі (обр. Ф. Надененка) 2. Ой ти, дівчино, з горіха зерня (А. Кос-Анатольського — І. Франка) 3. Ніч яка місячна (обр. К. Скорохода) 4. Місяць на небі (обр. Ф. Надененка) 5. Повій, вітре на Вкраїну (обр. К. Данькевича — С. Руданського) 6. Якби мені не тиночки (обр. В. Гуцала) 7. Стоїть гора високая (обр. Ф. Надененка — Л. Глібова) Київський оркестр українських народних інструментів. Диригент Яків Орлов |
| 07 | 1982        | Мелодія, C10 15999-16000        | Анатолій Солов'яненко. Романси                                             | Сторона 1 П. Чайковський A1 Відчинив я вікно A2 О, якби ж ви знали A3 В цю місячну ніч A4 Закатилося сонце A5 Серед похмурих днів A6 Пімпінелла A7 Хотів би у єдине слово A8 Серенада Дон Жуана Сторона 2 Г. Свиридов B1 Роняє ліс багряний свій наряд B2 Зимня дорога B3 Як неба синь твій погляд світить B4 Портрет NN Р. Глієр B5 Ніч іде B6 Сльози людські B7 Туга кохання B8 В пориві нежності Російською мовою Фортепіано: Марк Равін Запис 1979 р. |
| 08 | 1982        | Мелодія, С20 17185-6            | Анатолій Солов'яненко. Російські народні пісні                             | Сторона 1 1. Як піду я до бистрої річечки (О. Попов); 2. Однобарвно співає дзвіночок (К. Сидорович — І. Макаров); 3. Всесвіт весь я перейшов; 4. Липа віковічна; 5. У зорі; 6. Коробійники (сл. М. Некрасова); Сторона 2 7. Залетівшим соловейком (сл. О. Кольцова); 8. Вздовж по вулиці кружляє заметіль (А. Варламов — А. Глібов); 9. То не вітер гілку гне (сл. С. Стромилова); 10. Ось трійця коників баских (сл. Ф. Глінки); 11. Не осінній дрібний дощичок (сл. А. Дельвига); 12. Вітчизна (А. Самойлов — Ф. Савінов). Російською мовою Академ. оркестр руських нар. інструментів ЦТ та ВР, худ. керівник Микола Некрасов Запис 1981 р. |
| 09 | 1983        | Мелодія, С30 19145-6            | Співає Анатолій Солов'яненко                                               | Сторона 1 A1 Гуде Вітер Вельми В Полі A2 Не Щебечи, Соловейко A3 Ой Не Шуми, Луже A4 Гаю, Гаю, Зелен Розмаю A5 Ой Зійди, Зійди, Ясен Місяцю A6 Ой Я Нещасний A7 Їхав Козак На Війноньку Сторона 2 B1 Думи Мої B2 Чом Дуб Не Зелений B3 Чуєш, Брате Мій B4 Чорнявая Іванка B5 Вже Вечір На Дворі Оркестр нар. інструментів укр. радіо, диригент Віктор Гуцал Запис 1981 р. |
| 10 | 1984        | Мелодія, С10 21223-4            | Анатолій Солов'яненко. Романси Глінки, Даргомижського, Римського-Корсакова | Сторона 1 М. Глінка А1 Північна зоря А2 Я люблю, ти мені говорила А3 Якщо раптово серед радощів А4 Лицарський романс А5 Сумнів А6 Жайворонок А7 В крові горить вогонь бажання Сторона 2 О. Даргомижський В1 Вертоград В2 Чаруй мене, чаруй В3 Юнак та дівчина В4 Нічний зефир М. Римський-Корсаков В5 Дзвінче жайворонка співу, соч. 43 № 1 В6 Несмілий подих, шепотіння, соч. 42 № 1 В7 Про що в нічній тиші, соч. 40 № 3 В8 Не вітер, віючи з гори, соч. 43 № 2 В9 Летюча смуга хмар за обрій відійшла, соч. 42 № 3 Російською мовою Фортепіано: М.Равін |
| 11 | 1985        | Мелодія, С30 22497-8            | Анатолій Солов'яненко. Українські народні пісні                            | Сторона 1 01 Чорнії брови, карії очі (обробка М. Гвоздя) 02 Стоїть гора високая (обробка М. Гвоздя) 03 Там, де Ятрань круто в'ється (обробка В. Кирейка) 04 Як ішов я з Дебречина (обробка Г. Верети) 05 Чом дуб не зелений (обробка К. Котенка) Сторона 2 06 Чом, земле моя (обробка М. Буравського) 07 Їхав козак за Дунай (обробка М. Гвоздя) 08 Місяць на небі (обробка О. Міньківського) 09 Вечір на дворі (обробка А. Бобиря) 10 Арія Андрія з хором з опери «Запорожець за Дунаєм» (С. Гулак-Артемовський) Академ. Капела Бандуристів України, диригент Микола Гвоздь Запис 1984 р. |
| 12 | 1986        | Мелодія, С10 26919-20           | Анатолій Солов'яненко. Арії з опер російських композиторів                 | Сторона 1 01. Речитатив і каватина Володимира Ігоровича (Князь Ігор, 2 д.) (О.Бородін) 02. Пісня Індійського гостя (Садко, 4 к.) (М.Римський-Корсаков) 03. Пісня Левко (Майська ніч, 3 д.) (М.Римський-Корсаков) 04. Друга пісня Альоши (Добриня Никитич, 1 д.) (А.Гречанінов) 05. Речитатив і романс Володимира (Дубровський, 1 д.) (Е.Направник) Сторона 2 06. Аріозо Вакули (Черевички, 1 д.) (П.Чайковський) 07. Пісня Вакули (Черевички, 3 д.) (П.Чайковський) 08. Аріозо Ленського (Євгеній Онєгін, 1 д) (П.Чайковський) 09. Арія Ленського (Євгеній Онєгін, 2 д.) (П.Чайковський) 10. Аріозо Германа (Пікова дама, 1 д.) (П.Чайковський) 11. Аріозо Германа (Пікова дама, 1 д.) (П.Чайковський) Російською мовою Оркестр Большого театру СРСР, диригент М.Ермлер Запис 1986 р. |
| 13 | 1986        | Мелодія, С10 23231-2            | Анатолій Солов'яненко. Арії з італійських опер                             | Сторона 1 01 Арія Каварадоссі («Тоска», 1д. — Дж. Пуччіні) 02 Арія Каварадоссі («Тоска», 3д. — Дж. Пуччіні) 03 Арія де Гріє («Манон Леско», 1 д. — Дж. Пуччіні) 04 Арія де Гріє («Манон Леско», 2 д. — Дж. Пуччіні) 05 Арія Рудольфа («Богема», 1 д. — Дж. Пуччіні) 06 Аріозо Каніо («Паяцы», 1 д. — Р. Леонкавалло) Сторона 2 07 Прощання Турідду («Сільська честь» — П. Масканьї) 08 Плач Федеріко («Арлезіанка», 2 д. — Ф. Чілеа) 09 Імпровізація Шеньє («Андре Шеньє», 1 д. — У. Джордано) 10 Романс Енцо («Джоконда», 2 д. — А. Понкьєллі) 11 Романс Ліонеля («Марта», 3 д. — Ф. фон Флотов) Італійською мовою Оркестр Большого театру СРСР, диригент М. Ермлер |
| 14 | 1987        | Мелодія, С10 24991-2            | Анатолій Солов'яненко. Старовинні арії та канцони                          | Сторона 1 01 Presto presto io m'innamoro (Дж. Б. Маццаферрата) 02 Lasciatemi morire (К. Монтеверді) 03 Per la Gloria D'adorarvi / арія Ернесто з опери «Грізельда» (Дж. Б. Бонончіні) 04 Саго mio ben / О, милий мій (Т. Джордані) 05 Vittoria, vittoria (Дж. Каріссімі) Сторона 2 06 Deh, rentedemi (Ф. Провенцале) 07 L'esperto nocchiero / Досвідчений перевізник (Дж. Б. Бонончіні) 08 О bellissimi capelli (А. Фальконієрі) 09 Gia il sole dal Gange (А. Скарлатті) 10 Tre giorni son che Nina (Дж. Б. Перголезі) 11 Pieta Signore (А. Страделла) Італійською мовою оркестр Київського Державного театру опери та балету ім. Т. Шевченка; диригент Степан Турчак Запис 1986 р. |
| 15 | 1991        | Мелодія, С10 30863-4            | Анатолій Солов'яненко. Романси Рахманінова, Рубінштейна, Танєєва           | Сторона 1 A1 Дума, твір 8 Nº 3 A2 Христос Воскрес, твір 26 Nº 6 A3 Я не пророк, твір 21 Nº 11 A4 Уривок з Мюссе, твір 21 Nº 6 A5 Я знову одинокий, твір 26 Nº 9 A6 Проходить все, твір 26 Nº 15 A7 Вони відповідали, твір 26 Nº 4 A8 Я був у неї, твір 14 Nº 4 A9 Яке щастя, твір 34 Nº 12 Сторона 2 B1 Чи так давно, мій друже, твір 4 Nº 6 B2 Ніч, твір 44 Nº 1 B3 Бажання, твір 8 Nº 5 B4 Мелодія, твір 21 Nº 9 B5 Співак, твір 36 Nº 7 B6 У димці-невидимці, твір 17 Nº 8 B7 Нехай відзвучить, твір 17 Nº 3 B8 Б'ється серце неспокійне, твір 17 Nº 9 Російською мовою Фортепіано: М.Равін Запис 1989 р. |
| 16 | 1991        | Мелодія, С10 30863-4            | Анатолій Солов'яненко. Романси Глінки, Чайковського, Глієра, Свиридова     | Сторона 1 М. Глінка А1 Я згадую чудову мить А2 В крові горить вогонь бажання А3 Сумнів П. Чайковський А4 Чому А5 Серед шумного балу А6 То було ранньою весною А7 Чи день царює Сторона 2 М. Римський-Корсаков В1 Не вітер, віючи з гори В2 Про що в тиші ночей Р. Глієр В3 Ніч іде В4 Сльози людськії В5 Туга кохання В6 В пориві ніжності Г. Свиридов В7 Роняє ліс багряний свій наряд В8 Зимня дорога Російською мовою Ансамбль скрипалів Сибіру, диригент М.Пархомовський Запис 1989 р. |
| 17 | 1996        | CM-011408                       | Анатолій Солов'яненко співає українські пісні                              | 01. Дивлюсь я на небо (обр. В. Заремба — М. Петренко) 02. Сонце низенько (обр. М. Лисенко — І. Котляревський) 03. Як я поорав музика (обр. Г. Майборода) 04. Там де Ятрань круто в'ється (Г. Майборода) 05. Задзвонили дзвони (обр. М. Гриценко) 06. Вечір надворі (обр. К. Скороход) 07. На горі діброва (обр. М. Гриценко) 08. Чорнії брови, карії очі (обр. Ф. Надененко) 09. Ой, ти дівчино (А. Кос-Анатольський — І. Франко) 10. Ніч яка місячна (обр. К. Скороход) 11. Місяць на небі (обр. Ф. Надененко) 12. Повій вітре (обр. К. Данькевич — С. Руданський) 13. Якби мені не тиночки (обр. В. Гуцал) 14. Стоїть гора високая (обр. Ф. Надененко — Л. Глібов) 15. Думи мої (Г. Майборода — Т. Шевченко) 16. Чом дуб не зелений (обр. К. Костенко) 17. Чуєш брате мій (обр. Л. Ревуцький) 18. Вже вечір надворі (обр. М. Гриценко) 19. Гаю, гаю, зелен розмаю (обр. Б. Лятошинський) 20. О, я нещасний (обр. І. Назаренко) 21. Їхав козак на війноньку (обр. Л. Ревуцький) 22. Ой, зійди, зійди, ясен місяцю (обр. В. Гуцал) 23. Чорнявая Іванка (обр. М. Гриценко) Національний оркестр народних інструментів України, диригент Віктор Гуцал Запис 1996 р. |
| 18 | 1996        | KCD 015                         | Анатолій Солов'яненко. Італійські арії та пісні                            | Арії з опер італійських композиторів: 01. Арія Калафа (Дж. Пуччіні, «Турандот») 02. Арія Каварадоссі (Дж. Пуччіні, « Тоска») 03. Речитатив і арія Рудольфа (Дж. Пуччіні, «Богема») 04. Речитатив і аріозо Каніо (Р.Леонкавалло, «Паяци») 05. Прощання Турідду (П.Масканьї, «Сільська честь») 06. Плач Федеріко (Ф.Чілеа, «Арлезіанка») 07. Імпровізація Шеньє (У.Джордано, «Андре Шеньє») 08. Стретта Манріко (Дж. Верді, «Трубадур») 09. Речитатив і романс Радамеса (Дж. Верді, «Аїда») 10. Пісенька Герцога (Дж. Верді, «Ріголетто») Симфонічний оркестр Українського радіо, диригент Вадим Гнєдаш Запис 1975 р. Італійські пісні: 11. Пристрасть (Н.Валенте — Л.Бовіо) 12. Море (Е.Нутійле — Ф.Руссо) 13. Морячок (С.Гамбарделла — Г.Оттавіано) 14. Вернися у Сорренто (Е.Куртіс — Г.Куртіс) 15. Не плач (Е.Куртіс — К.Бовіо) 16. Мама (С.Вовіо — Б.Керубіні) 17. Санта Лючія 18. О, Марі (Е.Капуа — В.Руссо) 19. Пісня кохання (Е.Біксіо — В, Керубіні) 20. Закоханий солдат (Е.Канніо — В.Каліфано) 21. Скажіть, дівчата (Р.Фальво — Е.Фуско) Національний оркестр народних інструментів України, диригент Віктор Гуцал Запис 1996 р. Італійською мовою.    |